# Recopa d'Europa de futbol 1985-86
La Recopa d'Europa de futbol 1985-86 fou la vint-i-sisena edició de la Recopa d'Europa de futbol. La final fou guanyada pel FC Dinamo de Kíev contra l'Atlètic de Madrid.
En aquesta edició no hi va participar el campió vigent (l'Everton FC), perquè havia guanyat també la lliga anglesa i estava classificat per a la Copa d'Europa, ni el campió de la FA Cup (el Manchester United FC); tots dos clubs van ser víctimes del càstig que la UEFA imposà als clubs anglesos a conseqüència del desastre de Heysel.

## Primera ronda
| Equip 1                  | Global | Equip 2                  | Anada | Tornada |
| ------------------------ | ------ | ------------------------ | ----- | ------- |
| SK Rapid Wien            | 6-1    | Tatabányai Bányász SC    | 5-0   | 1-1     |
| Fram                     | 3-2    | Glentoran FC             | 3-1   | 0-1     |
| AS Monaco                | 2-3    | CS Universitatea Craiova | 2-0   | 0-3     |
| FC Utrecht               | 3-5    | FC Dinamo de Kíev        | 2-1   | 1-4     |
| AEL                      | 2-6    | Dukla Praga              | 2-2   | 0-4     |
| AIK                      | 13-0   | Red Boys Differdange     | 8-0   | 5-0     |
| SL Benfica               | Bye    | -                        | -     | -       |
| Larisa FC                | 1-2    | UC Sampdoria             | 1-1   | 0-1     |
| Lyngby BK                | 4-2    | Galway United            | 1-0   | 3-2     |
| Estrella Roja de Belgrad | 4-2    | FC Aarau                 | 2-0   | 2-2     |
| Fredrikstad F.K.         | 1-1(c) | Bangor City FC           | 1-1   | 0-0     |
| Atlètic de Madrid        | 3-2    | Celtic FC                | 1-1   | 2-1     |
| HJK Helsinki             | 5-3    | KS Flamurtari            | 3-2   | 2-1     |
| Cercle Brugge K.S.V.     | 4-4(c) | Dynamo Dresden           | 3-2   | 1-2     |
| Żurrieq FC               | 0-12   | Bayer Uerdingen          | 0-3   | 0-9     |
| Galatasaray SK           | 2(c)-2 | Widzew Łódź              | 1-0   | 1-2     |

## Segona ronda
| Equip 1                  | Global | Equip 2                  | Anada | Tornada |
| ------------------------ | ------ | ------------------------ | ----- | ------- |
| SK Rapid Wien            | 4-2    | Fram                     | 3-0   | 1-2     |
| CS Universitatea Craiova | 2-5    | FC Dinamo de Kíev        | 2-2   | 0-3     |
| Dukla Praga              | 3-2    | AIK                      | 1-0   | 2-2     |
| SL Benfica               | 2-1    | UC Sampdoria             | 2-0   | 0-1     |
| Lyngby BK                | 3-5    | Estrella Roja de Belgrad | 2-2   | 1-3     |
| Bangor City FC           | 0-3    | Atlètic de Madrid        | 0-2   | 0-1     |
| HJK Helsinki             | 3-7    | Dynamo Dresden           | 1-0   | 2-7     |
| Bayer Uerdingen          | 3-1    | Galatasaray SK           | 2-0   | 1-1     |

## Quarts de final

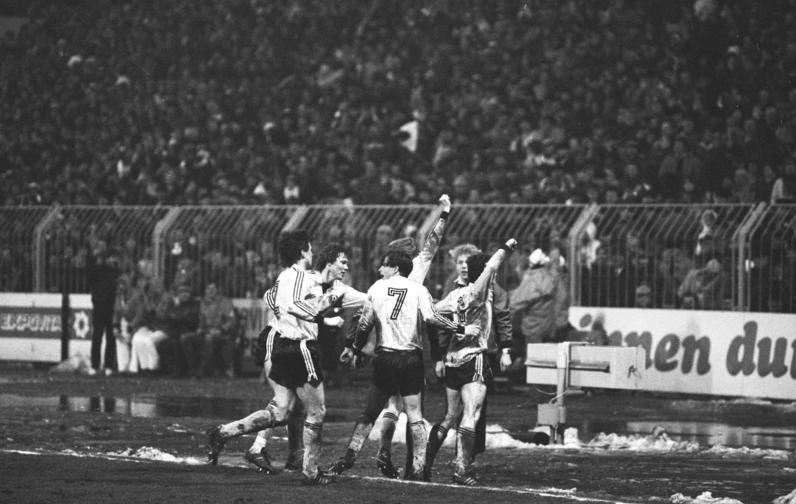
Frank Lippmann celebra el primer gol del Dresden enfront l'Uerdingen amb Jörg Stübner, Matthias Döschner i Andreas Trautmann.

| Equip 1                  | Global | Equip 2           | Anada | Tornada |
| ------------------------ | ------ | ----------------- | ----- | ------- |
| SK Rapid Wien            | 2-9    | FC Dinamo de Kíev | 1-4   | 1-5     |
| Dukla Praga              | 2(c)-2 | SL Benfica        | 1-0   | 1-2     |
| Estrella Roja de Belgrad | 1-3    | Atlètic de Madrid | 0-2   | 1-1     |
| Dynamo Dresden           | 5-7    | Bayer Uerdingen   | 2-0   | 3-7     |

## Semifinals
| Equip 1           | Global | Equip 2         | Anada | Tornada |
| ----------------- | ------ | --------------- | ----- | ------- |
| FC Dinamo de Kíev | 4-1    | Dukla Praga     | 3-0   | 1-1     |
| Atlètic de Madrid | 4-2    | Bayer Uerdingen | 1-0   | 3-2     |

## Final
11 anys després, el Dinamo de Kíev tornà a guanyar la Recopa d'Europa. L'equip ucraïnès (on hi havia la major part dels jugadors que participaren en el Mundial de 1986 representant a la Unió Soviètica) derrotà per 3 a 0 l'Atlético de Madrid, que arribava a la final d'aquesta competició per tercera vegada.
| FC Dinamo de Kíev                          | 3 - 0 | Atlético de Madrid |
| ------------------------------------------ | ----- | ------------------ |
| Zavarov 4' · Blokhín 85' · Yevtushenko 87' |       |                    |

| Guanyador de la Recopa d'Europa 1985-86 |
| --------------------------------------- |
| FC Dinamo de Kíev Segon títol           |